# Giovanni Mottola
Giovanni Carlo Francesco Mottola (Milano, 16 maggio 1946) è un giornalista e politico italiano.
Vive a Roma.

## Biografia

### Carriera giornalistica
Giornalista professionista dal 1976, è stato vicedirettore de Il Giornale, di cui fu uno dei 64 fondatori con Indro Montanelli, vicedirettore de Il Messaggero e de Il Mattino di Napoli e direttore de Il Tempo.

### Attività politica
Alle elezioni politiche del 2008 e 2013 viene eletto deputato della XIV legislatura della Repubblica Italiana E XVII legislatura della Repubblica Italiana nella circoscrizione XI Emilia Romagna per Il Popolo della Libertà.
Nel 2011 lascia il gruppo del PdL alla Camera per approdare a Iniziativa Responsabile fatto da ex membri dell'opposizione per sostenere il Governo Berlusconi IV in quota PdL per cui è ricandidato nel 2013.
Il 16 novembre 2013, con la sospensione delle attività del Popolo della Libertà, aderisce a Forza Italia.
Il 4 luglio 2015, insieme ai colleghi di Forza Italia Luca D'Alessandro, Massimo Parisi e Monica Faenzi vota a favore della Riforma della Buona Scuola proposta dal Governo Renzi nonostante la contrarietà del suo partito e minoranza PD.
A fine luglio 2015 abbandona Forza Italia ed aderisce ad Alleanza Liberalpopolare-Autonomie (ALA), progetto diDenis Verdini che mira a raccogliere tutti quei parlamentari che vogliono abbandonare Forza Italia per entrare in maggioranza e sostenere il governo Renzi.
Per tale motivo il 23 settembre 2015 abbandona anche il gruppo parlamentare di Forza Italia alla Camera, per passare, assieme ad altri sette deputati ex FI che hanno aderito ad ALA (Massimo Parisi, Francesco Saverio Romano, Luca D'Alessandro, Giuseppe Galati, Ignazio Abrignani, Monica Faenzi, Giorgio Lainati) al Gruppo misto; il giorno successivo costituisce con gli altri sei deputati di ALA la componente interna al gruppo misto "Alleanza Liberalpopolare Autonomie (ALA) - Movimento Associativo Italiani all'Estero (MAIE)", sancendo così l'ingresso in maggioranza.
Il 13 ottobre 2016, infine, assieme agli altri sette deputati di ALA, abbandona il Gruppo misto per aderire al nuovo gruppo parlamentare di maggioranza "Scelta Civica-ALA per la Costituente Liberale e Popolare-MAIE", nato dall'unione di Alleanza Liberalpopolare-Autonomie, Scelta Civica di Enrico Zanetti ed il MAIE.
Il 30 marzo 2017 abbandona ALA ed aderisce ad Alternativa Popolare di Angelino Alfano.